# (3757) Anagolay
(3757) Anagolay – planetoida z grupy Apollo okrążająca Słońce w ciągu 2 lat i 175 dni w średniej odległości 1,83 j.a. Została odkryta 14 grudnia 1982 roku w Obserwatorium Palomar przez Eleanor Helin. Jej nazwa pochodzi od bogini z mitologii filipińskiej. Nazwa planetoidy pochodzi od Anagolay, bogini utraconych rzeczy w starożytnej tagalskiej mitologii Filipin. Przed jej nadaniem planetoida nosiła oznaczenie tymczasowe (3757) 1982 XB.